# Комплексно једињење
Комплексно једињење (другачије комплекс, координационо једињење) је хемијско једињење, у коме се могу издвојити један или више централних атома, који су окружени другим атомима или групама при чему најмање једна веза централног атома са другим атомом или групом има карактер координационе везе. Многа једињења која садрже метале су координациони комплекси.

### Основни појмови
- Атом или јон који везује (координира) носи назив централни атом
- Укупан број пуних појединачних веза централног атома се осталим атомима или групама назива се координациони број. Када се у комплексу јављају вишеструке везе одрећивање координационог броја постаје проблем.

### Подела комплексних једињења
Комплексна једињења се према електрицитету деле на:
- неутрална комплексна једињења
- јонска комплексна једињења

Велика већина комплексних једињења као централни атом поседује атом или јон метала.
Ова једињења се заједнички називају метална комплексна једињења или комплекси метала.
Постоје и комплексна једињења, која не садрже метал. Зову се неметални комплекси. То су нпр:
- {\displaystyle H_{3}O^{+}}
- {\displaystyle NH_{4}^{+}}
- {\displaystyle I_{3}^{-}}

По броју централних атома (или јона) комплексна једињења се деле на:
- комплексна једињења са једним центром - са једним централним атомом
- комплексна једињења са више центара - са два или више централна атома
- мрежна комплексна једињења - код којих се јавља четири или више атома метала, који су међусобно непосредно повезани.

Органска комплексна једињења се деле на:
- металоорганска једињења - код којих се јавља барем једна веза метал-угљеник и
- органске комплексе

### Постојаност
Постојаност комплексна једињења зависи од више фактора као што су:
- оксидациони број метала
- величине метала
- координационог броја
- карактера атома који су везани за централни атом
- положај и међусобна повзаност централних атома